# Bahnstrecke Šakvice–Hustopeče u Brna
| Kursbuchstrecke (SŽ): | 254                  |                                       |                                       |
| Streckenlänge: | 6,800 km             |                                       |                                       |
| Spurweite: | 1435 mm (Normalspur) |                                       |                                       |
| Streckengeschwindigkeit: | 40 km/h              |                                       |                                       |
| |                      |                                       |                                       |
| \| \| \| von Brno (vorm. KFNB) \| \| \| \| 0,000 \| Šakvice früher Auspitz \| Šakvice früher Auspitz \| \| \| \| nach Břeclav (vorm. KFNB) \| \| \| \| \| vlečka Flaga plyn / Belagra \| \| \| \| \| vlečka Mostárna Hustopeče \| \| \| \| 6,800 \| Hustopeče u Brna früher Auspitz Stadt \| Hustopeče u Brna früher Auspitz Stadt \| |                      |                                       |                                       |
| Strecke |                      | von Brno (vorm. KFNB)                 | von Brno (vorm. KFNB)                 |
| Bahnhof | 0,000                | Šakvice früher Auspitz                | Šakvice früher Auspitz                |
| Abzweig geradeaus und nach rechts |                      | nach Břeclav (vorm. KFNB)             | nach Břeclav (vorm. KFNB)             |
| Abzweig geradeaus und von links |                      | vlečka Flaga plyn / Belagra           | vlečka Flaga plyn / Belagra           |
| Abzweig geradeaus und von links |                      | vlečka Mostárna Hustopeče             | vlečka Mostárna Hustopeče             |
| Kopfbahnhof Streckenende | 6,800                | Hustopeče u Brna früher Auspitz Stadt | Hustopeče u Brna früher Auspitz Stadt |

Die Bahnstrecke Šakvice–Hustopeče u Brna ist eine Eisenbahnverbindung in Tschechien, die ursprünglich als Lokalbahn Auspitz–Auspitz Stadt errichtet und betrieben wurde. Sie zweigt in Šakvice aus der Bahnstrecke Břeclav–Brno ab und führt in Südmähren nach Hustopeče (Auspitz).
Nach einem Erlass der tschechischen Regierung ist die Strecke seit dem 20. Dezember 1995 als regionale Bahn („regionální dráha“) klassifiziert.

## Geschichte
Am 20. April 1894 wurde dem mährisch-schlesischen Landesadvocaten Carl Freiherr von Offermann und dem Guts- und Fabriksbesitzer Victor Ritter von Bauer „die erbetene Konzession zum Baue und Betriebe einer als normalspurige Lokalbahn auszuführenden Lokomotiveisenbahn von der Station Auspitz der privilegierten Kaiser Ferdinands-Nordbahn zur Stadt Auspitz“ erteilt. Teil der Konzession war die Verpflichtung, den Bau der Strecke sofort zu beginnen und binnen eines Jahres fertigzustellen.
Die Gesellschaft hieß Auspitzer Lokalbahn, tschech.: Hustopečská místní dráha (ALB). Sie hatte ihren Sitz in Auspitz.
Am 18. Juli 1894 wurde die Strecke eröffnet. Den Betrieb führte die Gesellschaft zunächst selbst aus. Ab dem 1. April 1900 ging die Betriebsführung an die Kaiser-Ferdinands-Nordbahn (KFNB) über. Nach deren Verstaatlichung zum 1. Januar 1907 traten an Stelle der KFNB die k.k. Staatsbahnen (kkStB).

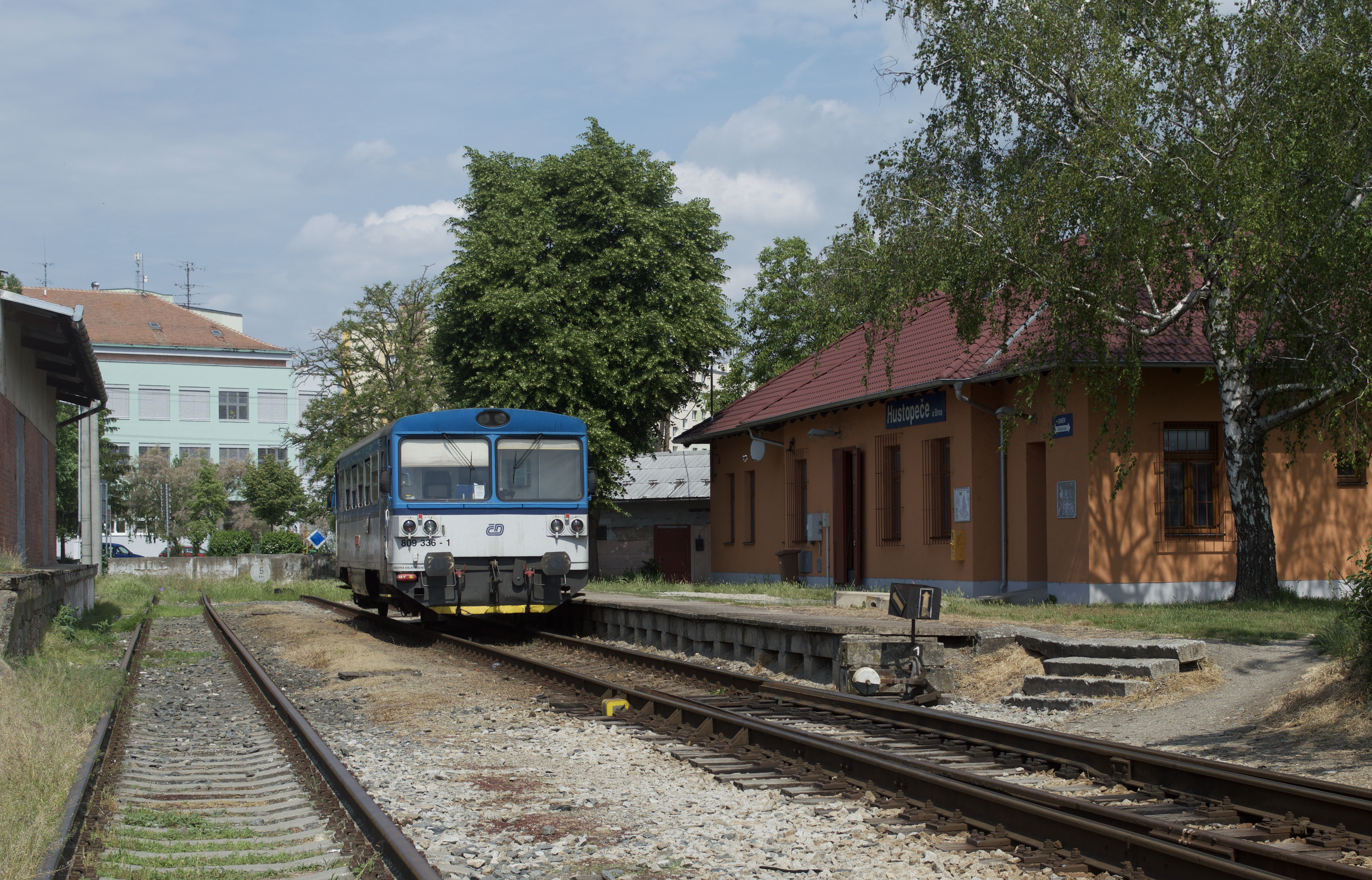
Bahnhof Hustopeče u Brna (2018)

Im Jahr 1911 ging die unrentable Gesellschaft in städtisches Eigentum der Gemeinde Auspitz über. Ab dem 15. Dezember 1911 führte die Gesellschaft in Regie der Stadt ihren Betrieb wieder selbst aus. Ab 1926 führten dann die Tschechoslowakischen Staatsbahnen (ČSD) den Betrieb. Nach der Angliederung des Sudetenlandes an das Deutsche Reich im Herbst 1938 lag die Strecke auf nunmehr deutschem Gebiet. Die Gesellschaft blieb rechtlich unangetastet, den Betrieb führte bis zum Ende des Zweiten Weltkrieges die Deutsche Reichsbahn, Reichsbahndirektion Wien aus.
Im Jahr 1945 wurde die Auspitzer Lokalbahn verstaatlicht und die Strecke wurde ins Netz der ČSD integriert.
Am 1. Januar 1993 ging die Strecke infolge der Auflösung der Tschechoslowakei an die neu gegründete tschechische Staatsbahngesellschaft České dráhy (ČD) über. Seit 2003 gehörte sie zum Netz des staatlichen Infrastrukturbetreibers Správa železniční dopravní cesty (SŽDC).
Die Strecke soll bis Dezember 2020 für insgesamt 1552 Millionen Kronen vollständig erneuert und elektrifiziert werden. Teil des Projektes ist auch die Modernisierung des Abzweigbahnhofes Šakvice, und die Erhöhung der Streckengeschwindigkeit auf 85 km/h. Nach Abschluss der Arbeiten ist eine Durchbindung der Personenzüge von Brno nach Hustopeče u Brna vorgesehen.

## Lokomotiven
Die Auspitzer Lokalbahn beschaffte 1894 zwei zweifachgekuppelte Tenderlokomotiven von Krauss in Linz. Die KFNB ordnete sie ab 1899 mit den Nummern 914 und 915 in die Gattung IX ein. 1911 wurde eine weitere Lokomotive mit ähnlichen Parametern von der Wiener Neustädter Lokomotivfabrik nachbeschafft. Zwei der Lokomotiven kamen 1925 noch in den Bestand der ČSD.
| Lokomotiven der Auspitzer Lokalbahn | Lokomotiven der Auspitzer Lokalbahn | Lokomotiven der Auspitzer Lokalbahn | Lokomotiven der Auspitzer Lokalbahn | Lokomotiven der Auspitzer Lokalbahn | Lokomotiven der Auspitzer Lokalbahn | Lokomotiven der Auspitzer Lokalbahn | Lokomotiven der Auspitzer Lokalbahn | Lokomotiven der Auspitzer Lokalbahn |
| ALB-Nr.                             | KFNB-Nr.                            | Name                                | Bauart                              | Baujahr                             | Hersteller                          | ČSD-Nr.                             | DR-Nr.                              | Ausmusterung                        |
| ----------------------------------- | ----------------------------------- | ----------------------------------- | ----------------------------------- | ----------------------------------- | ----------------------------------- | ----------------------------------- | ----------------------------------- | ----------------------------------- |
| 1                                   | 914                                 | AUSPITZ                             | B n2t                               | 1894                                | Krauss/Linz                         | -                                   | -                                   |                                     |
| 2                                   | 915                                 | THERESE (AUSPITZ")                  | B n2t                               | 1894                                | Krauss/Linz                         | 200.002                             | -                                   | 1939                                |
| 3                                   | -                                   | THERESE"                            | B n2t                               | 1911                                | Wiener Neustadt                     | 200.003                             | 98 8001                             | 1950                                |